# Tursan

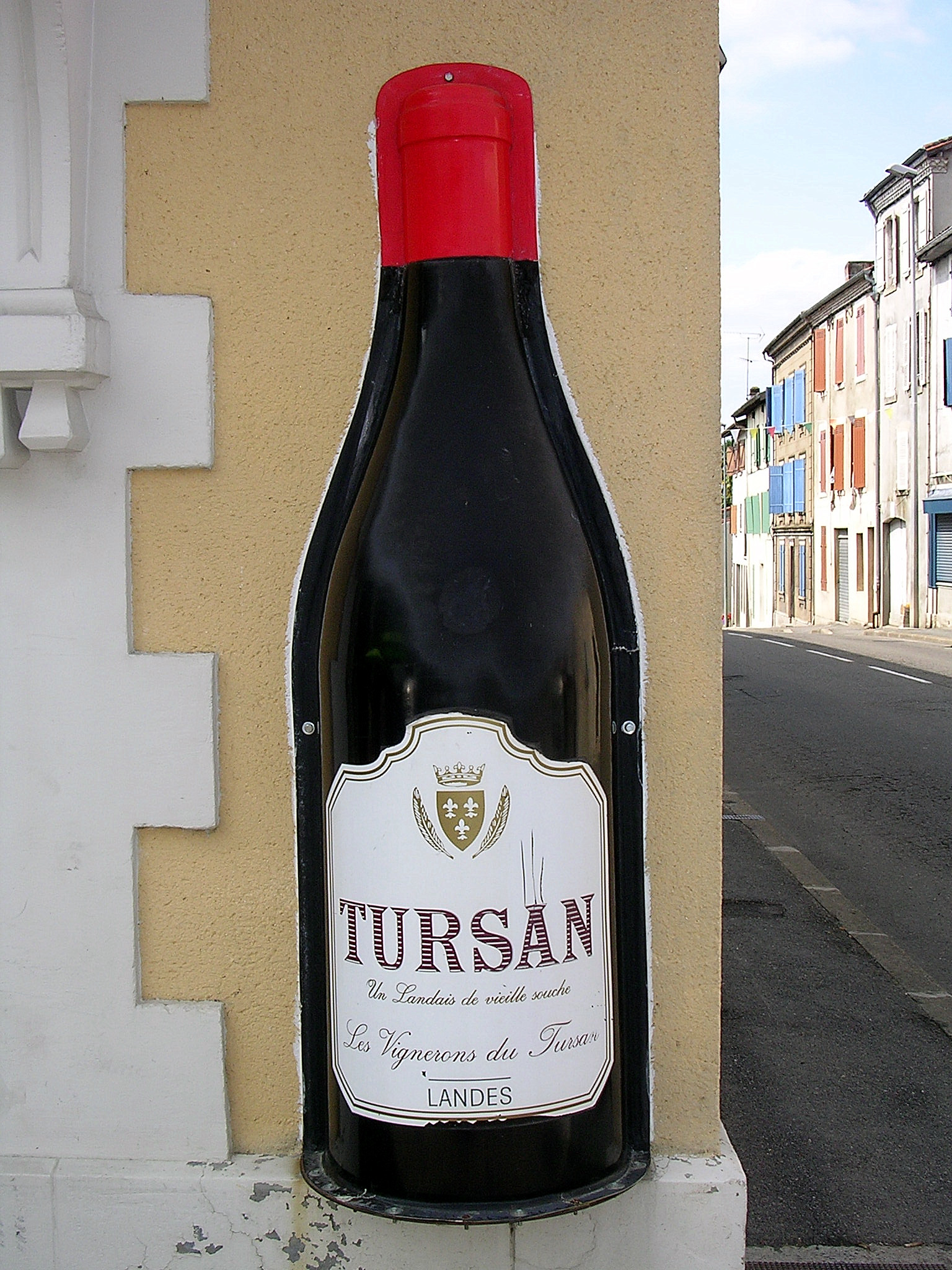

De Tursan is een wijnstreek genoemd naar de plaatsjes Castelnau-Tursan en Vielle-Tursan is een Vin Délimité de Qualité Supérieure (VDQS) sinds 1958, bij decreet van 11/07/1958, veranderd de 26/02/2003.
Het productiegebied in het zuidwesten van Frankrijk beslaat potentieel 4.000 hectare (slechts minder dan 500 hectare worden ingenomen door wijngaarden), het ligt 35 km ten zuiden van Mont-de-Marsan en betreft 39 gemeenten van  de Landes en 2 gemeenten van de Gers, en het Adourgebied, tussen de Landes en de Béarn. 
Er worden witte, rosé en rode wijnen geproduceerd.
- De  rode Tursan wordt gemaakt van Tannat (40% maximum), Cabernet franc en Cabernet sauvignon.

- De witte Tursan bestaat uit Baroque (30 tot  90%), Gros-Manseng en  Sauvignon (ongeveer 10%).

- De Tursan rosé gebaseerd op Cabernet franc en Cabernet sauvignon.

## Productiegebied
Landes:
- Aire-sur-l'Adour, Bahus-Soubiran, Buanes, Classun, Duhort-Bachen, Eugénie-les-Bains, Latrille, Renung, Saint-Agnet, Saint-Loubouer, Sarron en  Vielle-Tursan.

- Arboucave, Bats, Castelnau-Tursan, Clèdes, Geaune, Lauret, Lacajunte, Mauries, Miramont-Sensacq, Pimbo, Pécorade, Payros-Cazautets, Philondenx, Puyol-Cazalet, Samadet, Sorbets en  Urgons.

- Cazères-sur-l'Adour, Larrivière.

- Aubagnan, Serres-Gaston.

- Coudures, Eyres-Moncube (het oostelijke deel van  Gabas), Fargues, Montgaillard (Landes), Montsoué, Sarraziet.

Gers:
- Lannux en Ségos.